# Георг фон Лозенщайн-Гшвендт
Георг фон Лозенщайн-Гшвендт (на немски: Georg von Losenstein auf Gschwendt; * * ок. 1440, дворец Гшвендт, Нойхофен ан дер Кремс; † 1509, Айзенщат) е благородник от род Лозенщайн, господар на Гшвендт (Нойхофен/Кремс), хауптман на Щирия (1491 – 1494), хауптман в Австрия об дер Енс (1494 – 1501), губернатор от 1498 г. на Горна Австрия, съветник на двама императора.

## Живот
Той е син на Рудолф фон Лозенщайн-Гшвендт († 1449) и съпругата му Магдалена фон Полхайм († 1469), дъщеря на Вилибалд фон Полхайм и Анна фон Рехберг. Внук е на Бернхард I фон Лозенщайн († 1434) и Анна фон Целкинг.
Фамилията притежава без прекъсване замък Лозенщайн от 1252 до 1692 г. Баща му Рудолф става през 1492 г. господар на Гшвендт и основава линията, Лозенщайн-Гшвендт. Фамилията забогатява много.
От 1478 г. Георг е на служба при император Фридрих III, който често резидира в двореца в Линц. Императорът го прави на 4 октомври 1491 г. хауптман на Щирия (1491 – 1494). Той резидира в двореца в Грац.
Императорът умира на 19 август 1493 г. в Линц. При погребението му във Виена Георг носи погребалното знаме на Горна Австрия об дер Енс. На 2 януари 1494 г. той е сменен от император Максимилиан I, вероятно по желание на племената в Щирия. На 25 февруари същата година Максимилиан I го прави хауптман на Горна Австрия (1494 – 1501). По времето на службата на Георг е построен също първият мост на Дунав в Линц.
През 1501 г. Георг напуска тази служба и става дворцов съдия в Долна Австрия заедно с братовчед му д-р Кристоф фон Лозенщайн († 1508). Едновременно Георг също е управител във Винер Нойщат.
На 65 години Георг става през 1507 г. императорски управител на Фрайщат в Мюлфиртел и след една година управител на Айзенщат и управител на дворец Айзенщат. През 1509 г. той умра в Айзенщат на почти 70 години.
Родът на господарите фон Лозенщайн измира по мъжка линия през 1692 г. Цялата собственост на рода отива (чрез женитба) на рода на князете фон Ауершперг.

## Фамилия
Георг фон Лозенщайн-Гшвендт се жени 1470 г. или на 24 януари 1475 г. за Анна фон Тьоринг (* 1455), дъщеря на Георг II фон Тьоринг-Пертенщайн († 1458) и Беатрикс фон Волфщайн († 1475). Те имат 12 деца:
- Урсула фон Лозенщайн, омъжена за фрайхер Ханс V фон Дегенберг († 1495)
- Адам фон Лозенщайн († 1510)
- Георг фон Лозенщайн († 1507)
- Паул фон Лозенщайн († 1509)
- Волф/Волфганг Зигмунд фон Лозенщайн-Гшвендт († ок. 1480; † 3 юни 1555), „крадливия рицар“, женен за Елизабет фон Бозковиц († 1570, дъщеря на Бенеш фон Бозковиц и на фон Щернберг
- Кристоф фон Лозенщайн († 1525)
- Максимилиан фон Лозенщайн († 1520)
- Понтус фон Лозенщайн († 1520)
- Ноа фон Лозенщайн († 1519)
- Хелена фон Лозенщайн, омъжена за Кристоф фон Шьонщетен († 1514)
- Еуфемия фон Лозенщайн († 1547), абатиса на бенедиктанския манастир в Траункирхен
- Розина фон Лозенщайн († сл. 1490), омъжена 1526 г. за Вилхелм фон Кньоринген